# Frederick Graff
Frederick Graff (27. srpna 1775 Filadelfie – 13. dubna 1847 tamtéž) byl americký inženýr. Pracoval jako tesař a kreslič, ve dvaceti letech se stal asistentem architekta Benjamina Henryho Latrobea při práci na zásobování města Filadelfie vodou. Navrhl městskou vodárnu Fairmount Water Works u řeky Schuylkill River, nahradil dřevěné vodovodní potrubí kovovým a jako první zavedl pouliční hydranty k hašení požárů. Jeho patenty později převzala další americká města, filadelfská radnice nechala ve čtvrti Fairmount postavit Graffův pomník. Jeho nástupcem ve funkci byl syn Frederick Graff Jr.